# Consejos regionales de Italia
El Consejo Regional (en italiano: Consiglio Regionale) es el órgano legislativo de la población de las regiones que constituyen a la República Italiana y el encargado de ejercitar el poder legislativo que el texto constitucional le atribuye a las mismas, reconocido en el artículo 121 de la Constitución Italiana. Además, contribuye a la determinación de la dirección política regional, controla la actividad de la Junta y ejerce cualquier otra función que le asigne el ordenamiento jurídico.

Artículo 121 de la Constitución italiana. Son órganos de las Regiones el Consejo Regional, la Junta y su Presidente. El Consejo Regional ejercerá las potestades legislativas encomendadas a las Regiones y las demás  funciones que confieran a éstas la Constitución  y las leyes. Podrá asimismo formular propuestas de ley a las Cámaras.[cita requerida]

Los diversos consejos regionales se componen de un número de consejeros que se ha de situar entre los treinta y los ochenta. Dada la posibilidad que tienen las regiones italianas de ordenar sus respectivas leyes electorales, no existe un criterio unitario para la duración de los órganos electivos (frecuentemente cinco), el sistema electoral (con carácter general, voto secreto, universal, directo e igual), ni tampoco los casos de incompatibilidad e inelegibilidad de los consejeros regionales.

## Historia
La idea de los consejos regionales nació, en Italia, durante el Risorgimento, durante primeras décadas después de la Unificación Italiana, pero cualquier propuesta fue rechazada hasta la Segunda Guerra Mundial. Tras el colapso del fascismo y el fin de la guerra nació en Sicilia un violento movimiento independentista que condujo a la institución de la región y a la concesión del Estatuto, basado en el modelo de los estados federales. Una ruta similar siguió Friuli-Venezia Giulia, Cerdeña , Trentino-Alto Adige / Südtirol y el Valle de Aosta. Las otras regiones fueron instituidas por la Constitución de 1948, pero las primeras elecciones de consejos regionales fueron en 1970.
Tras el escándalo de los gastos de los consejeros, la legislación nacional ha conferido el informe del Tribunal de Cuentas sobre el control de los grupos municipales.
Hasta la década de 1990, todos los consejos eran elegidos con representación proporcional . Para evitar la inestabilidad política, en 1995 se introdujo una nueva ley electoral, denominada Legge Tatarella, para las regiones ordinarias, que se extendió gradualmente con pequeños cambios a las demás regiones. Ahora, la coalición de partidos que recibe el mayor número de votos obtiene la mayoría absoluta de los escaños del consejo, y su líder es elegido presidente de la región. En el Valle de Aosta, el presidente es elegido por el consejo. En Trentino-Tirol del Sur, el consejo es la sesión conjunta de los dos consejos provinciales, cada uno con su propia ley electoral.

## Características
Los consejos tenían el poder de elegir al presidente y otros miembros ( asesores ) del gobierno regional ( Giunta Regionale ). Con las reformas constitucionales de 1999 y 2001, perdieron estos poderes (porque el presidente es elegido por el pueblo y los asesores son nombrados por el presidente). Por otro lado, los consejos regionales obtuvieron muchos poderes legislativos nuevos, incluido el sistema electoral regional, que había sido decidido por el Estado.

## Consejos regionales
| Región | Región               | Consejo                                  | N.º de miembros |
| ------ | -------------------- | ---------------------------------------- | --------------- |
|        | Abruzos              | Consejo Regional de Abruzos              | 31              |
|        | Apulia               | Consejo Regional de Apulia               | 51              |
|        | Basilicata           | Consejo Regional de Basilicata           | 21              |
|        | Calabria             | Consejo Regional de Calabria             | 31              |
|        | Campania             | Consejo Regional de Campania             | 51              |
|        | Cerdeña              | Consejo Nacional de Cerdeña              | 60              |
|        | Emilia-Romaña        | Asamblea Legislativa de Emilia-Romaña    | 50              |
|        | Friuli-Venecia Julia | Consejo Regional de Friuli-Venecia Julia | 49              |
|        | Lacio                | Consejo Regional de Lacio                | 51              |
|        | Liguria              | Consejo Regional de Liguria              | 31              |
|        | Lombardía            | Consejo Regional de Lombardía            | 80              |
|        | Marcas               | Asamblea Legislativa de Marcas           | 31              |
|        | Molise               | Consejo Regional de Molise               | 21              |
|        | Piamonte             | Consejo Regional de Piamonte             | 51              |
|        | Sicilia              | Asamblea Regional de Sicilia             | 70              |
|        | Toscana              | Consejo Regional de Toscana              | 41              |
|        | Trentino-Alto Adigio | Consejo Regional de Trentino-Alto Adigio | 70              |
|        | Umbría               | Asamblea Legislativa de Umbría           | 21              |
|        | Valle de Aosta       | Consejo Regional de Valle de Aosta       | 35              |
|        | Véneto               | Consejo Regional de Véneto               | 51              |